# 47-й отдельный лыжный батальон
47-й отдельный лыжный батальон — воинская часть вооружённых сил СССР в Великой Отечественной войне.

## История
Батальон формировался с ноября 1941 года в Свердловске. При формировании батальон насчитывал в трёх ротах 560 человек.
В действующей армии с 1 января 1942 по 25 мая 1942 года.
В декабре 1941 года направлен на Волховский фронт, поступил в распоряжение 59-й армии. Принимал участие в Любанской операции.
В начале операции 1942 года действует в составе 59-й армии.
В конце января 1942 года передан в 4-ю армию и был придан 288-й стрелковой дивизии, переправился на плацдарм близ деревни Лезно, шириной по фронту до 800 метров, в глубину до полутора километров, который с запада был ограничен железной дорогой Чудово — Кириши, с востока главным руслом Волхова. По плацдарму протекал левый рукав Волхова Любунька. До первых дней мая батальон ведёт оборону на плацдарме.
В апреле 1942 года батальон насчитывал 296 бойцов. В конце апреля 1942 года войска противника перешли в массированное наступление на плацдарм силами полка СС численностью более 1300 человек. Батальон ведёт ожесточённую оборону более 5 суток и лишь вечером 4 мая 1942 года, в непрерывных боях, войскам противника удалось овладеть плацдармом. Командир батальона днём 4 мая 1942 года отправил со связным записку следующего содержания:

«Противник занял расположение рот, веду бой за последнюю высоту. Пулемёты, миномёты и пушки — всё выведено из строя. Будем драться до последнего: штыками, прикладами и гранатами. В самый критический момент парторг Васильев взорвёт погреб с толом. Это будет нашим концом… Командир батальона, вечно ваш Ерастов»
По послевоенными рассказам жителей Лезно «озверевшие немцы после боя вешали даже убитых лыжников». Из всего батальона удалось переправиться на правый берег Волхова лишь двум десяткам солдат.
Командир батальона старший лейтенант А. А. Ерастов посмертно был награждён орденом Ленина, а батальонный комиссар Ф. И. Фомин — орденом Красного Знамени.
25 мая 1942 года батальон был расформирован.

## Подчинение
| Дата            | Фронт (округ)    | Армия      | Корпус | Примечания |
| --------------- | ---------------- | ---------- | ------ | ---------- |
| 01.01.1942 года | Волховский фронт | 59-я армия | -      | -          |
| 01.02.1942 года | Волховский фронт | 4-я армия  | -      | -          |
| 01.03.1942 года | Волховский фронт | 4-я армия  | -      | -          |
| 01.04.1942 года | Волховский фронт | 4-я армия  | -      | -          |
| 01.05.1942 года | Волховский фронт | 4-я армия  | -      | -          |

## Командиры
- старший лейтенант Ерастов Александр Акимович

## Память
- Музей 288-й стрелковой дивизии школы № 15 г. Ярославля
- Памятный знак на месте гибели батальона у деревни Лезно